# Малоазійські алфавіти
Малоазійські алфавіти — група алфавітів, що виникли близько X-VIII ст. до н.е. для низки мов Малої Азії, які належали до анатолійської гілки індоєвропейських мов. Походять від фінікійського алфавіту, однак, очевидно, зазнали також впливу південноаравійського письма. За однією з гіпотез, грецький алфавіт виник під їхнім впливом, однак, незважаючи на подібність до грецьких, багато малоазійських літер читаються по іншому.
Дешифровані лише частково, значення багатьох літер залишається неясним, оскільки мови, на яких виконано написи, є мертвими. Дешифруванню сприяв той факт, що деякі малоазійські написи супроводжувались паралельними текстами грецькою мовою; крім того, значна кількість малоазійських імен збереглась у давньогрецькій історіографії.

## Перелік малоазійських алфавітів
- Карійський алфавіт
- Паракарійський алфавіт (фальсифікація?)
- Лідійський алфавіт
- Паралідійський алфавіт (єдиний напис на камені зі стіни Сардської синагоги[1])
- Лікійський алфавіт
- Сидетський алфавіт